# Sillans-la-Cascade
Sillans-la-Cascade est une commune française située dans le département du Var, en région française Provence-Alpes-Côte d’Azur.
Cette commune au bord de la Bresque, peuplée de 708 habitants, vit essentiellement du tourisme pour la cascade haute de 42 mètres.
Ses habitants sont appelés les Sillanais.
Le nom du village se prononce  [sijɑ̃] (« siyan »), soit traditionnellement (selon l'étymologie) [silɛ̃ŋ] (≈ « sileing »).

## Géographie

### Accès
Situé en France, à 30 km de Draguignan et à 9 km d’Aups, le village de Sillans-la-Cascade s'étend sur une colline au-dessus de la rivière la Bresque.
Le village et ses abords sont inscrits à l’inventaire des sites protégés et dans le cadre de ZNIEFF (Zone naturelle d'intérêt écologique, faunistique et floristique).

### Voies de communications et transports

#### Voies routières
Les accès routiers sont :
- entre Salernes et Barjols, les départementales 560[2] et 32 ;
- entre Sillans et Cotignac la départementale 27 ;
- entre Sillans-Fox-Amphoux et Tavernes, la départementale 32.

#### Transports en commun
- Transport en Provence-Alpes-Côte d'Azur
- Commune desservie par le réseau régional de transports en commun Zou ! (ex Varlib). Les collectivités territoriales ont en effet mis en œuvre un « service de transports à la demande » (TAD), réseau régional Zou ![3].
- La commune bénéficie du réseau "Tedbus"[4] de la Communauté d'agglomération dracénoise.
- Services scolaires[5].

### Communes limitrophes
| Fox-Amphoux | Aups               | Salernes      |
| Pontevès    | Sillans la cascade | Salernes      |
| Cotignac    | Cotignac           | Entrecasteaux |

### Hydrographie et eaux souterraines
Cours d'eau sur la commune ou à son aval :
- rivière la Bresque ;
- ruisseau de Saint-Barnabé, des Rayères ;
- vallons de garresse ; du défens ; de l'oure ; des rocas.

### Sismicité
La commune de Sillans-la-Cascade est en zone sismique de très faible risque Ia.

## Toponymie
Le nom de la localité est attesté dès le XIe siècle sous la forme Silans, Cilias au XIIe siècle, Cilans, puis Sillans en 1477.
Frédéric Mistral écrit Silan en occitan provençal, il considérait le nom de Silan comme un nom romain Silanus, nom héréditaire de consuls probablement à cause de la ville de Silanus (Italie). En réalité, aucun toponymiste ne reprend cette explication, car il s'agit d'un type toponymique fréquent, basé sur un anthroponyme bien attesté en Gaule, à savoir le nom de personne gaulois ou gallo-roman Silius / Silus. Ce nom de personne est basé sur le terme gaulois silo- « semence > descendance, postérité ».
La terminaison -ans (avec un s postiche) représente l'ancien suffixe -anum qui explique la plupart des toponymes terminés par -an dans le sud de la France (cf. italien -ano) marquant la propriété. Généralement ailleurs, l'anthroponyme Sil(i)us est suivi du suffixe d'origine gauloise (i)acum, d'où les nombreux Scilly, Silly, Sillé de langue d'oïl et Silhac occitans, etc. À l'est du Rhône, ce suffixe celtique a systématiquement fait place au suffixe latin -anum.
Le déterminant complémentaire -la-Cascade a été ajouté à l'époque moderne.

## Histoire
À part le mégalithe du quartier Saint-Laurent, aucun vestige lithique n’a été découvert à ce jour permettant de définir une occupation permanente du terroir à l’époque préhistorique.
L’occupation romaine est attestée en plaine par les nombreuses traces d’habitat mises au jour au Bastidon, à Saint-Barnabé et à la Mude. Le lieu est alors situé non loin de la voie romaine allant de Fréjus à Riez.
Au XIe siècle, Richaud, Franconus, Poncius Willelmus et Albertus donne à l’abbaye Saint-Victor de Marseille les terres qu’ils possèdent à Sillans, alors qualifiée de villa. En 1099, Bérenger, évêque de Fréjus, restitue à l’abbaye marseillaise l’église de Cillans qui lui appartenait avant les incursions sarrasines.
Le 22 février 1154, Pétrus, évêque de Fréjus cède à Guillielmus, abbé de Saint-Victor, l’église Sainte-Marie de Cilans située à l’intérieur du castrum. La seigneurie de Sillans passe successivement des Baux aux Pontevès.
En 1237, le chapitre de Barjols échange à ces puissants seigneurs leur part sur la juridiction de Barjols contre des affars à Sillans et Esparron.
Vers 1536, la moitié de la seigneurie passe par alliance aux Blacas. En août 1619, les Albert-Châteauneuf acquièrent cette part de seigneurie et en mars 1627, celle des Pontevès. Louise-Adélaïde Julie d’Albert l’apporte en 1776 dans la maison des Le Tonnelier par son mariage avec Louis-Charles-Joseph Le Tonnelier, comte de Breteuil-Chantecler.
Le 26 mai 1781, Antoine François Rollans, greffier au parlement de Provence, acquiert ce fief aux enchères pour la somme de 286 000 livres. Sa petite-fille, Marie-Antoinette-Delphine, l’apporte dans la maison des Castellane par son mariage avec le marquis Boniface Hippolite de Castellane.
En 1863, le domaine de Saint-Barnabé est démembré de Sillans en faveur de maître Boyer, notaire à Aups.
La ligne du train des Pignes allant de Draguignan à Meyrargues, s’arrêtait à la rive gauche de la Bresque dans la gare Sillans-Aups. La gare a été ouverte le 28 août 1888, bâtiment de 3e classe avec halle séparée, buvette, trois voies et un tiroir. L’embranchement à voie Decauville est ouvert en 1913 pour la Société anonyme des bauxites du Var, pour relier la gare à la nouvelle mine du domaine du marquis de Castellane, par un tracé longeant la voie principale côté Meyrargues. La ligne a été fermée en 1950 et la gare de Sillans est devenue une école maternelle.

## Blasonnement
|  | Les armoiries de Sillans-la-Cascade se blasonnent ainsi : De gueules au pont en dos d’âne de deux arches d’or surmonté de trois étoiles du même. |

## Politique et administration

### Liste des maires
| Période                                  | Période  | Identité            | Étiquette | Qualité |
| ---------------------------------------- | -------- | ------------------- | --------- | ------- |
| Les données manquantes sont à compléter. |          |                     |           |         |
| 2014                                     | En cours | Christophe Carrière |           |         |

### Intercommunalité
Un projet de périmètre de schéma de cohérence territoriale (SCOT) Var Ouest concernant Sillans, Salernes, Villecroze, Tourtour, Aups, Moissac, Régusse, Artignosc, Bauduen avait été envisagé mais n'a pas eu de suite, faute d’aboutissement du projet de création de la communauté de communes du Haut-Var.
Le 1er janvier 2014, Sillans-la-Cascade a rejoint la communauté d'agglomération dracénoise devenue Dracénie Provence Verdon agglomération qui regroupe vingt-trois communes du département du Var, dont Draguignan de 110 019 habitants en 2019, créée le 31 octobre 2000. Les 23 communes composant la communauté d'agglomération en 2019 sont (par ordre alphabétique) :
- Communes fondatrices
  - Draguignan ; Châteaudouble ; Figanières ; La Motte ; Les Arcs ; Lorgues ; Taradeau ; Trans-en-Provence ;
- Communes ayant adhéré ultérieurement
  - Ampus ; Bargemon ; Bargème ; Callas ; Claviers ; Comps-sur-Artuby ;  Flayosc ; La Bastide ; La Roque-Esclapon ; Le Muy ; Montferrat ; Saint-Antonin-du-Var ; Salernes ; Sillans-la-Cascade ; Vidauban.

### Climat
Pour des articles plus généraux, voir Climat de Provence-Alpes-Côte d'Azur et Climat du Var.
En 2010, le climat de la commune est de type climat méditerranéen franc, selon une étude du Centre national de la recherche scientifique s'appuyant sur une série de données couvrant la période 1971-2000. En 2020, Météo-France publie une typologie des climats de la France métropolitaine dans laquelle la commune est exposée à un climat méditerranéen et est dans la région climatique  Provence, Languedoc-Roussillon, caractérisée par une pluviométrie faible en été, un très bon ensoleillement (2 600 h/an), un été chaud (21,5 °C), un air très sec en été, sec en toutes saisons, des vents forts (fréquence de 40 à 50 % de vents > 5 m/s) et peu de brouillards. 
Pour la période 1971-2000, la température annuelle moyenne est de 13 °C, avec une amplitude thermique annuelle de 17 °C. Le cumul annuel moyen de précipitations est de 857 mm, avec 6,6 jours de précipitations en janvier et 2,7 jours en juillet. Pour la période 1991-2020, la température moyenne annuelle observée sur la station météorologique de Météo-France la plus proche, « Aups », sur la commune d'Aups à 8 km à vol d'oiseau, est de 13,5 °C et le cumul annuel moyen de précipitations est de 784,1 mm. 
La température maximale relevée sur cette station est de 40,1 °C, atteinte le 28 juin 2019 ; la température minimale est de −10,4 °C, atteinte le 30 décembre 2005,,. 
Les paramètres climatiques de la commune ont été estimés pour le milieu du siècle (2041-2070) selon différents scénarios d'émission de gaz à effet de serre à partir des nouvelles projections climatiques de référence DRIAS-2020. Ils sont consultables sur un site dédié publié par Météo-France en novembre 2022.

## Urbanisme
La commune dispose d'un plan local d'urbanisme,,.
Elle contribue à la mise au point du Schémas de cohérence territoriale (SCOT) de la Dracénie en cours d'étude,.

### Typologie
Au 1er janvier 2024, Sillans-la-Cascade est catégorisée commune rurale à habitat dispersé, selon la nouvelle grille communale de densité à sept niveaux définie par l'Insee en 2022.
Elle appartient à l'unité urbaine de Salernes, une agglomération intra-départementale regroupant trois  communes, dont elle est une commune de la banlieue,,. La commune est en outre hors attraction des villes,.

### Occupation des sols
L'occupation des sols de la commune, telle qu'elle ressort de la base de données européenne d’occupation biophysique des sols Corine Land Cover (CLC), est marquée par l'importance des forêts et milieux semi-naturels (82,4 % en 2018), en diminution par rapport à 1990 (83,9 %). La répartition détaillée en 2018 est la suivante : 
forêts (68,5 %), milieux à végétation arbustive et/ou herbacée (13,9 %), zones agricoles hétérogènes (7,8 %), terres arables (6,8 %), zones urbanisées (3 %), cultures permanentes (0,1 %). L'évolution de l’occupation des sols de la commune et de ses infrastructures peut être observée sur les différentes représentations cartographiques du territoire : la carte de Cassini (XVIIIe siècle), la carte d'état-major (1820-1866) et les cartes ou photos aériennes de l'IGN pour la période actuelle (1950 à aujourd'hui).

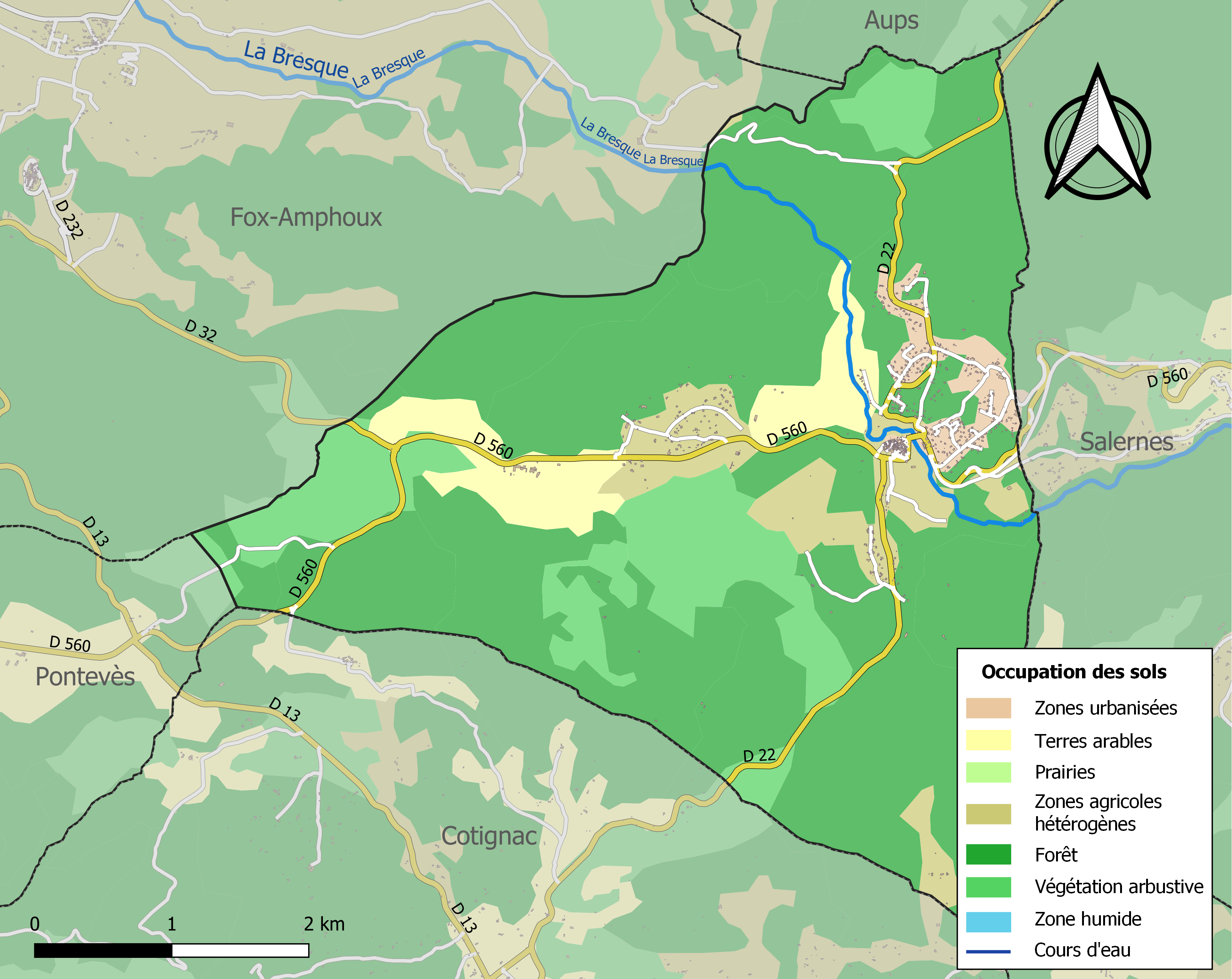
Carte des infrastructures et de l'occupation des sols de la commune en 2018 (CLC).

## Budget et fiscalité
Les comptes 2009 à 2019 de la commune s'établissent comme suit, :
| Postes                                            | 2009  | 2010  | 2011    | 2012    | 2013    | 2014    | 2015  | 2016  | 2017    | 2018    | 2019    |
| ------------------------------------------------- | ----- | ----- | ------- | ------- | ------- | ------- | ----- | ----- | ------- | ------- | ------- |
| Produits de fonctionnement                        | 981 € | 958 € | 1 120 € | 1 087 € | 1 083 € | 1 002 € | 942 € | 958 € | 1 082 € | 1 079 € | 1 218 € |
| Charges de fonctionnement                         | 792 € | 865 € | 918 €   | 904 €   | 947 €   | 874 €   | 901 € | 821 € | 853 €   | 841 €   | 903 €   |
| Ressources d’investissement                       | 363 € | 248 € | 270 €   | 621 €   | 682 €   | 130 €   | 152 € | 165 € | 343 €   | 175 €   | 686 €   |
| Emplois d'investissement                          | 541 € | 216 € | 400 €   | 782 €   | 232 €   | 258 €   | 309 € | 289 € | 392 €   | 184 €   | 1 126 € |
| Dette                                             | 333 € | 313 € | 293 €   | 434 €   | 507 €   | 473 €   | 442 € | 531 € | 376 €   | 340 €   | 304 €   |
| Source : Ministère de l'Économie et des Finances. |       |       |         |         |         |         |       |       |         |         |         |

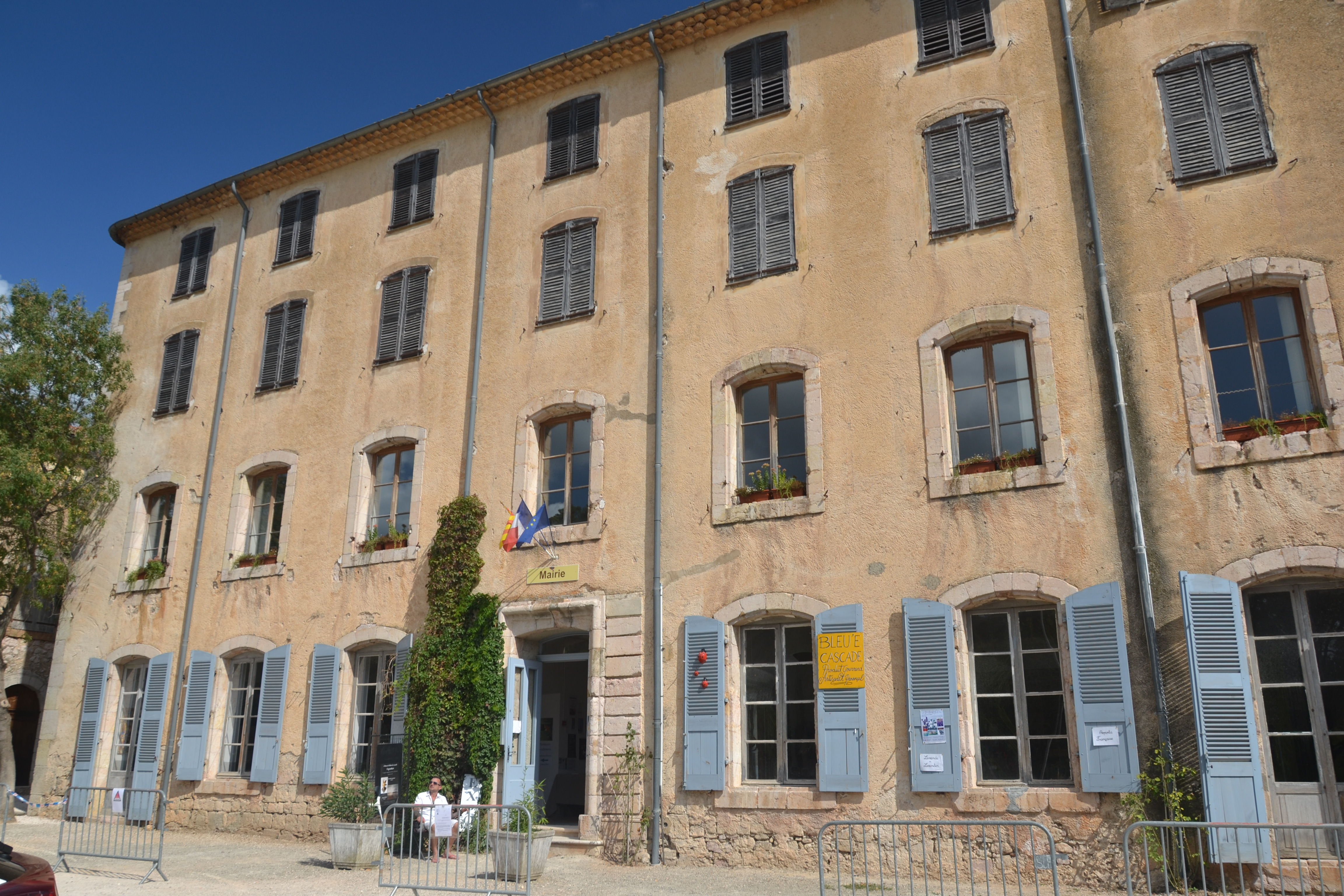
Mairie de Sillans-la-Cascade.

En 2019, le budget de la commune était constitué ainsi :
- total des produits de fonctionnement : 1 218 000 €, soit 1 513 € par habitant ;
- total des charges de fonctionnement : 903 000 €, soit 1 121 € par habitant ;
- total des ressources d'investissement : 686 000 €, soit 852 € par habitant ;
- total des emplois d'investissement : 1 126 000 €, soit 1 398 € par habitant ;
- endettement : 304 000 €, soit 377 € par habitant.

Avec les taux de fiscalité suivants :
- taxe d'habitation : 17,24 % ;
- taxe foncière sur les propriétés bâties : 18,03 % ;
- taxe foncière sur les propriétés non bâties : 80,31 % ;
- taxe additionnelle à la taxe foncière sur les propriétés non bâties : 0,00 % ;
- cotisation foncière des entreprises : 0,00 %.

Chiffres clés Revenus et pauvreté des ménages en 2018 : médiane en 2018 du revenu disponible, par unité de consommation : 20 120 €.

## Économie

### Entreprises et commerces

#### Agriculture
- Culture de céréales, de légumineuses et de graines oléagineuses[46].
- Oliviers, fruits, Vignes.
- Élevage, Gibier, Pisciculture.

#### Tourisme
- Hôtel Le Grand Chêne[47].
- Auberge Restaurant Le Grand Chêne.

#### Commerces et services
- Commerces et services de proximité[48].

## Population et société

### Démographie

#### Évolution démographique
L'évolution du nombre d'habitants est connue à travers les recensements de la population effectués dans la commune depuis 1793. Pour les communes de moins de 10 000 habitants, une enquête de recensement portant sur toute la population est réalisée tous les cinq ans, les populations de référence des années intermédiaires étant quant à elles estimées par interpolation ou extrapolation. Pour la commune, le premier recensement exhaustif entrant dans le cadre du nouveau dispositif a été réalisé en 2006.

En 2022, la commune comptait 783 habitants, en évolution de +4,12 % par rapport à 2016 (Var : +4,98 %, France hors Mayotte : +2,11 %).
| 1793 | 1800 | 1806 | 1821 | 1831 | 1836 | 1841 | 1846 | 1851 |
| ---- | ---- | ---- | ---- | ---- | ---- | ---- | ---- | ---- |
| 402  | 417  | 434  | 440  | 434  | 410  | 419  | 416  | 428  |

| 1856 | 1861 | 1866 | 1872 | 1876 | 1881 | 1886 | 1891 | 1896 |
| ---- | ---- | ---- | ---- | ---- | ---- | ---- | ---- | ---- |
| 348  | 361  | 363  | 312  | 324  | 280  | 247  | 288  | 249  |

| 1901 | 1906 | 1911 | 1921 | 1926 | 1931 | 1936 | 1946 | 1954 |
| ---- | ---- | ---- | ---- | ---- | ---- | ---- | ---- | ---- |
| 230  | 222  | 238  | 173  | 202  | 192  | 144  | 161  | 140  |

| 1962 | 1968 | 1975 | 1982 | 1990 | 1999 | 2006 | 2011 | 2016 |
| ---- | ---- | ---- | ---- | ---- | ---- | ---- | ---- | ---- |
| 141  | 173  | 249  | 343  | 438  | 414  | 512  | 680  | 752  |

| 2021 | 2022 | - | - | - | - | - | - | - |
| ---- | ---- | - | - | - | - | - | - | - |
| 773  | 783  | - | - | - | - | - | - | - |

### Enseignement
- École maternelle et primaire,
- Établissements proches[53] :
  - Collèges à Barjols, Lorgues, Brignoles,
  - Lycées à Lorgues, Brignoles.

### Santé
- Professionnels et établissements de santé proches : 
  - Médecins à Salernes, Villecroze,
  - Dentistes à Salernes,
  - Kinésitherapeute à Salernes, ** Pharmacies à Salernes.
- Hôpitaux à Sillans-la-Cascade : (ITEP) Institut Thérapeutique Éducatif et Pédagogique et (IME) Institut Médico-Educatif[54].
- Une maison de Santé Pluriprofessionnelle est en cours de construction à Aups (distante de 8 km)[55], intégrant des paramédicaux et un lieu ressource "Social et solidaire". Elle devrait ouvrir début 2020.
- L'hôpital le plus proche est le Centre hospitalier de la Dracénie et se trouve à Draguignan, à 29 km[56],[57]. Il dispose d'équipes médicales dans la plupart des disciplines[58] : pôles médico-technique ; santé mentale ; cancérologie ; gériatrie ; femme-mère-enfant ; médecine-urgences ; interventionnel.
- Clinique vétérinaire[59]

### Cultes
Culte catholique Paroisse de Salernes, Diocèse de Fréjus-Toulon.

## Sites remarquables
Patrimoine religieux :
- L'église Saint-Étienne[61],[62].
- La chapelle Saint-Laurent[63],[64].

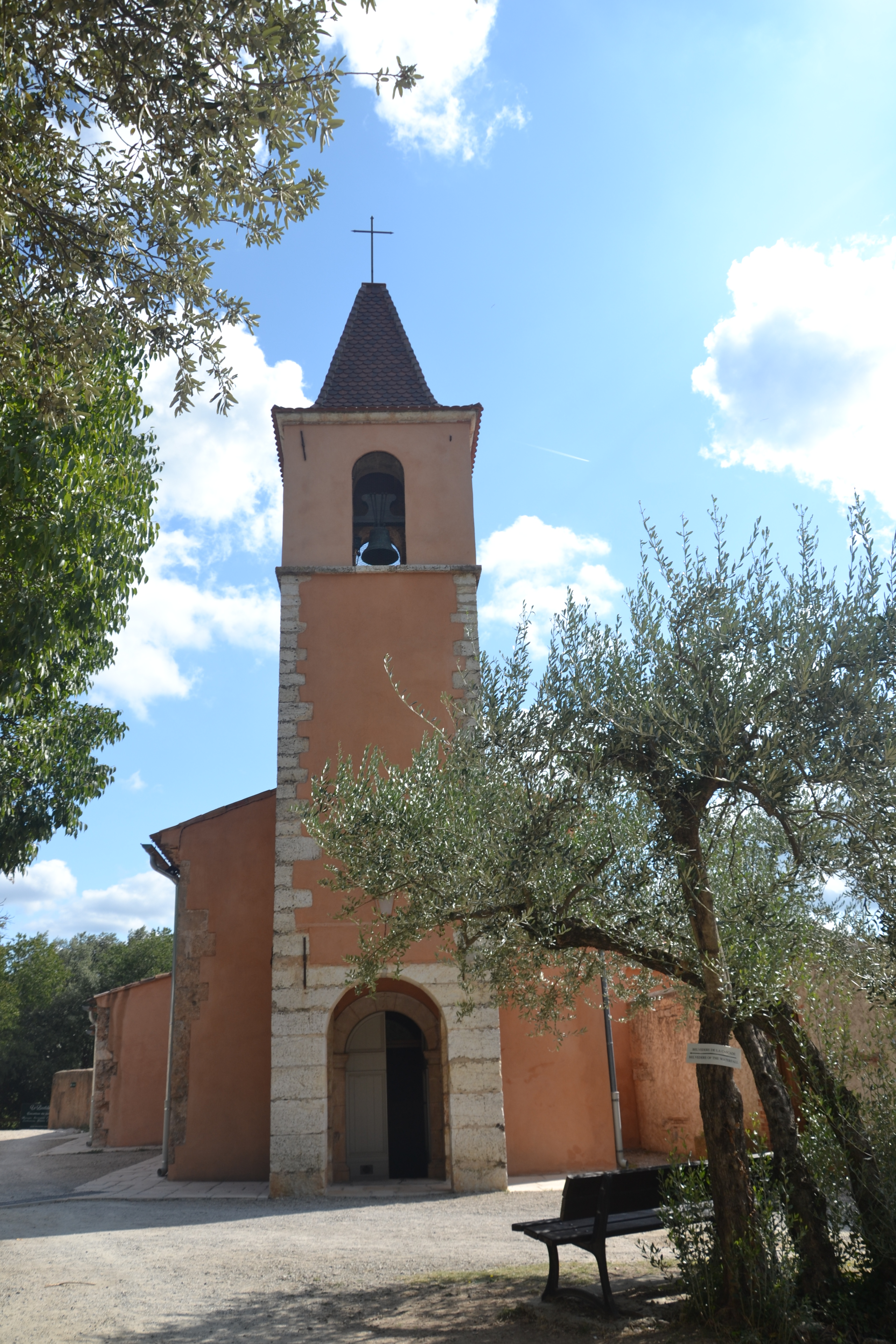
Église Saint-Étienne.

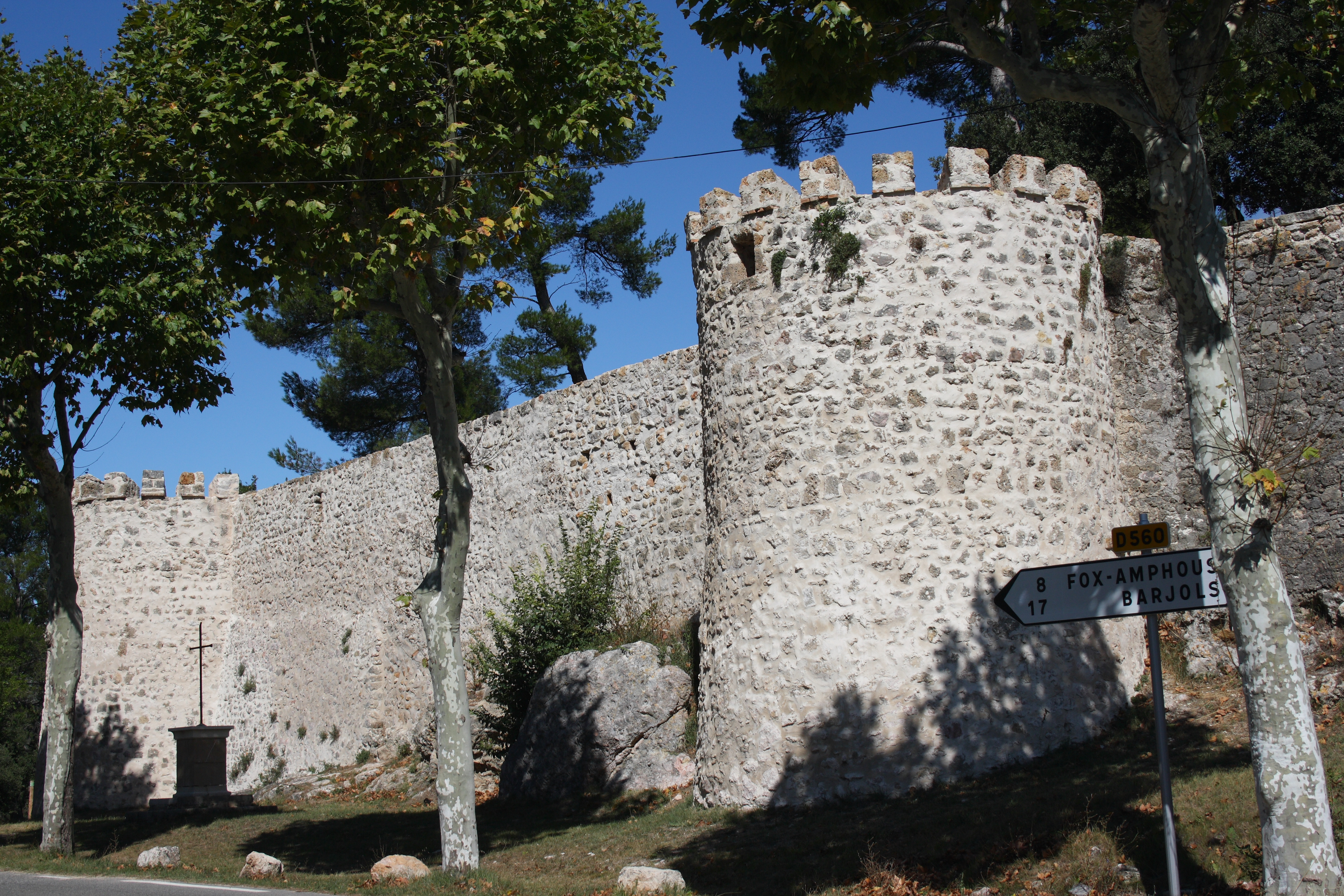
Le château.

- Le monument aux morts, Conflits commémorés 1914-1918 et 1939-1945[65],[66].

Autres lieux et patrimoine naturel :
- Villa antique[67].
- Le château entièrement reconstruit au XVIIIe siècle par le marquis Boniface Hippolite de Castellane[68].
- Fortifications de Sillans-la-Cascade[62].

Les remparts (restaurés depuis 2007).
- La cascade de Sillans (44 mètres).
- Le bastidon, un centre événementiel[70] pouvant accueillir des mariages, des réceptions, des spectacles, des conférences, des événements festifs, etc.
- Le vieux village[71].

## Événements
- Expositions d’artistes au rez-de-chaussée du château
- Mai : fête des voisins
- Juin : « Solex cup » (course de VéloSoleX catégorie origine, sur circuit terre)
- Août : festival jazz manouche, association Boulégu’un peu
- Mai et août : marché aux puces sur le parking du château
- Activités de la piscine (qui doit faire l'objet de travaux nécessaires à sa rénovation, modernisation et sa conformité réglementaire et être prise en charge de manière communautaire par un syndicat mixte avant de pouvoir rouvrir)[72].

## Personnalités liées à la commune
Le couple d'acteurs Gisèle Pascal - Raymond Pellegrin repose dans le cimetière de Sillans depuis 2007.